# Advanta Championships Philadelphia 1992
L'Advanta Championships of Philadelphia 1992 è stato un torneo femminile di tennis giocato sul sintetico indoor. 
È stata la 10ª edizione del torneo, che fa parte della categoria Tier II nell'ambito del WTA Tour 1992.
Si è giocato al Philadelphia Civic Center di Philadelphia, negli USA dal 9 al 15 novembre 1992.

## Campionesse

### Singolare
Steffi Graf ha battuto in finale  Arantxa Sánchez Vicario con il punteggio di 6–3, 3–6, 6–1

### Doppio
Gigi Fernández /  Nataša Zvereva hanno battuto in finale  Conchita Martínez /  Mary Pierce con il punteggio di 6–1, 6–3